# 斎藤さと美
斎藤 さと美（さいとう さとみ、現姓：川﨑、1973年5月1日 - ）は、日本の元ウエイトリフティング選手。

## 来歴
福井県大野市生まれ、京都府宇治市出身。
中学では陸上選手だったが、城南高校進学後にウエイトリフティングを始める。
1989年、世界選手権に初出場し、競技を始めて間もないにもかかわらず4位入賞を果たす。1990年には全国女子選手権で優勝し、世界選手権でも銀メダルを獲得。アジア競技大会でも1990年に銀メダルを獲得した。
日本体育大学進学後も高校から数えて全国選手権6連覇を記録し、1993年世界選手権でも銅メダルを獲得した。世界選手権は計5度出場し、すべて6位以内で入賞。
大学卒業後は一度引退して京都に戻り、地方公務員である京都府立高等学校教員となり、保健体育教諭として網野高校に赴任。
結婚後に現役復帰し、京都府大会に参戦。2009年に開かれた第1回近畿女子選手権48kg級にも出場し、スナッチ52kg、クリーン&ジャーク63kg、トータル115kgを挙げ優勝（ただしエントリーは川﨑一人だった）。
ベスト記録はスナッチ67.5kg、ジャーク87.5kg、トータル155.0kg。
2009年より海洋高校に異動し、ウエイトリフティング部顧問として2014年にはインターハイ京都府選考会学校対抗4連覇に導く。また、2013年の新練習場お披露目式にはロンドンオリンピック代表の八木かなえを招待した。
一方で全国都道府県対抗女子ウエイトリフティング選手権大会で京都府監督も務め、第2回（2012年）には最優秀監督賞も受賞。
娘の川崎菜々紗もウエイトリフティングの選手となり、2018年に小学6年生で全国大会出場、大学生や高校生を抑え7位入賞を果たした。

## 主な競技歴
- 1989年 世界選手権44kg級 4位
- 1990年 世界選手権44kg級 2位
- 1990年 アジア大会44kg級 銀メダル
- 1991年 世界選手権44kg級 4位
- 1992年 世界選手権48kg級 6位
- 1993年 世界選手権46kg級 3位